# Hannes Öhman
Sebastian Hannes Öhman, född 28 november 1976 på Åland, är en finländsk före detta innebandyspelare som spelat 116 landskamper för Finland. 

## Finska karriären
Hannes Öhman påbörjade sin karriär i Viking Åland Sport Club (VÅSC) och spelade där som offensiv back och fortsatte sedan i det nya sammanslagna laget Ålandsbanken Sport Club (ÅSC) som bestod av Ålands två topplag IF Start och VÅSC.  
| Säsong  | Klubblag | Serie     | Mat | Mål | Ass | Poä | Utv |
| ------- | -------- | --------- | --- | --- | --- | --- | --- |
| 1995-96 | VÅSC     | div I     | 21  | 15  | 14  | 29  | 12  |
| 1996-97 | ÅSC      | FM -ligan | 21  | 20  | 12  | 32  | 18  |
| 1997-98 | ÅSC      | FM -ligan | 22  | 32  | 7   | 39  | 14  |
| 1998-99 | ÅSC      | FM -ligan | 21  | 16  | 9   | 25  | 10  |
|         |          | FM -ligan | 64  | 68  | 28  | 96  | 42  |
|         |          | div I     | 21  | 15  | 14  | 29  | 12  |
|         |          | Totalt    | 85  | 83  | 42  | 125 | 54  |

## Svenska Karriären
Öhman har spelat för Uppsala-laget Storvreta, men har även spelat för Balrog och IBF Falun. Det var under tiden i Balrog (2000-2005) som han lärde känna landsmannen Mika Kohonen. Dessa två skulle bli ett av de mest sammanspelade och samspelta paren i Elitseriens historia. 2004 splittrades dock paret då Mika lämnade för att han skulle göra lumpen i Finland. Men de återförenades senare i Storvreta 2006.
Under SM-finalen 2011 utmärkte Öhman sig genom att göra fem mål, varav fyra under spelets gång och det sista under den avgörande straffläggningen. Han avgjorde även SM-finalen 2012 mot IBK Dalen genom att sätta avgörande 4-3 och 5-3 (matchen slutade 5-3). Hannes Öhman avslutade sin karriär våren 2014. Han är numera assisterande tränare i Storvreta IBK

## Finska Landslaget
| Landslag | Mat | Mål | Ass | Poä | Utv |
| -------- | --- | --- | --- | --- | --- |
| Finland  | 116 | 87  | 47  | 134 | 22  |